# Parastenocaris fonticola
Parastenocaris fonticola is een eenoogkreeftjessoort uit de familie van de Parastenocarididae. De wetenschappelijke naam van de soort is voor het eerst geldig gepubliceerd in 1926 door Borutsky.